# US-amerikanische Badmintonmeisterschaft 2006
Die US-amerikanische Badmintonmeisterschaft 2006 fand vom 7. bis zum 9. April 2006 in Orange, Kalifornien, statt.

## Medaillengewinner
| Disziplin    | Gold                            | Silber                                   | Bronze                      |
| ------------ | ------------------------------- | ---------------------------------------- | --------------------------- |
| Herreneinzel | Raju Rai                        | Howard Bach                              | Eric Go                     |
| Dameneinzel  | Eva Lee                         | Jamie Subandhi                           | Kuei Ya Chen                |
| Herrendoppel | Howard Bach Khankham Malaythong | Ronald Sou Eric Go                       | Andrew Todt Arnold Setiadi  |
| Damendoppel  | Lee Joo Hyun Grace Peng Yun     | Eva Lee Mesinee Mangkalakiri             | Jamie Subandhi Kuei Ya Chen |
| Mixed        | Howard Bach Eva Lee             | Khankham Malaythong Mesinee Mangkalakiri | Andrew Todt Lauren Todt     |